# Antonov An-12
Antonov An-12 (v kódu NATO "Cub") je sovětský čtyřmotorový turbovrtulový transportní letoun. Jde o vojenskou verzi civilního Antonovu An-10. Po více než tři desetiletí byl An-12 standardním nákladním a výsadkovým transportním letounem sovětského letectva. Celkem bylo postaveno 1 234 ks. Dva letouny An-12 sloužily i v československém letectvu a po rozdělení země v roce 1993 si každý stát ponechal jeden z letounů. V Česku zůstal stroj s vojenskou imatrikulací 2105 a na Slovensku 2209. Vzdušné síly Armády České republiky svůj An-12BP prodaly v roce 1997 společnosti Air Sofia. Slovenské letectvo používalo svůj An-12BP do roku 1999, kdy jej odkoupila společnost Tirmavia z Moldavska. V současnosti slouží v angolském letectvu.

## Vývoj

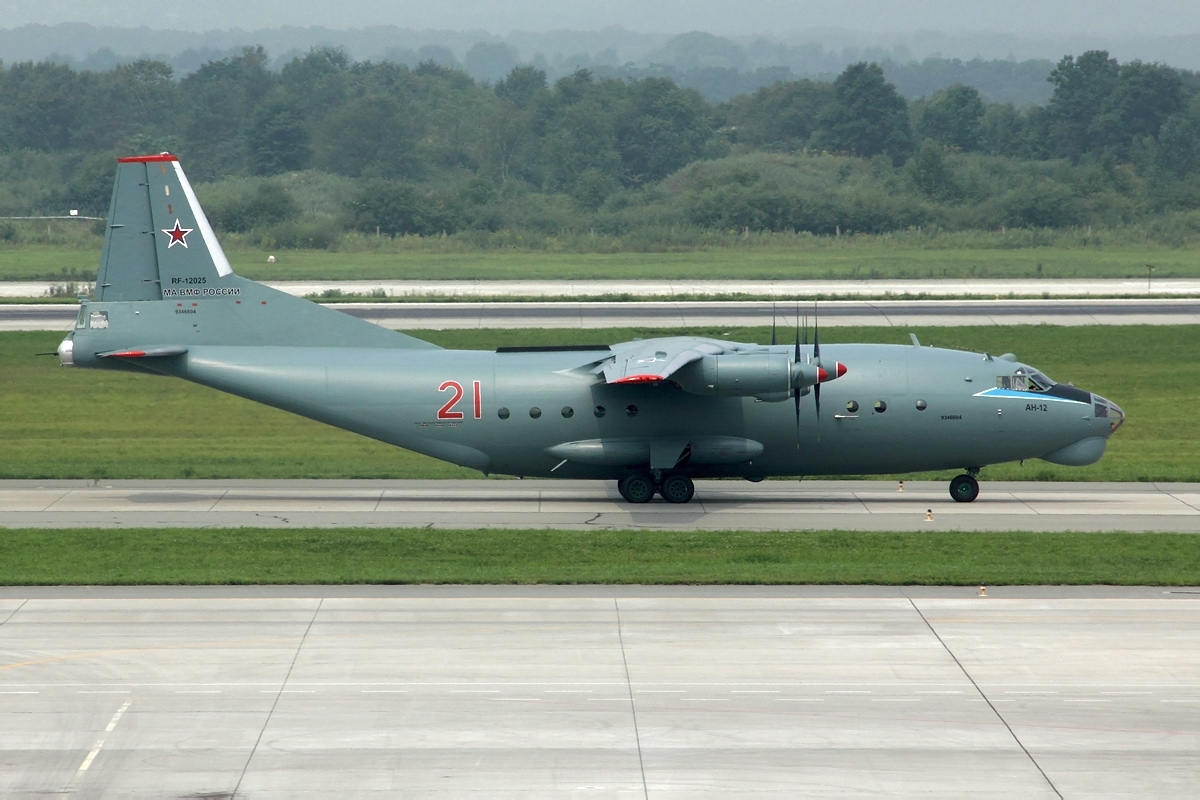
An-12 ze 71. dopravní perutě námořnictva, letiště Kněviči

Vyvinut byl z typu Antonov An-8 a šlo o vojenskou verzi letounu Antonov An-10. První prototyp poprvé vzlétl 16. prosince 1957. Mezi lety 1957 a 1973 bylo vyrobeno celkem 1248 ks An-12 mnoha vojenských i civilních verzí. Verze An-12BP vstoupila do služby u sovětského letectva v roce 1959.
Tento čtyřmotorový hornoplošník, zkonstruovaný v SSSR (dnes na Ukrajině), vybavený zadními nákladovými dveřmi, měl u sovětských vojsk dobrý ohlas. Létal však i u civilních uživatelů a byl vyráběn i v Číně. Univerzální An-12 sloužil v Afghánistánu a fungoval jako letadlo ECM (elektronické vedení boje) a také jako experimentální letadlo. Jeho piloti jsou názoru, že tažný kůň An-12 "Cub" je nenahraditelný. Toto těžkotonážní turbovrtulové letadlo se sice na rozdíl od svého amerického protivníka C-130 již od 70. let nevyrábí, piloti však plány na nahrazení An-12 proudovými dopravními stroji považují za předčasné. An-12 je v bývalém SSSR důvěrně známý a je stále používán jako vojenské nákladní letadlo. Aeroflot navíc používá malý počet An-12 jako nákladní stroje. Na rozdíl od C-130 nemá civilní An-12 přetlakovou kabinu a používá jiný způsob pro nakládání vzadu, který potřebuje přídavné pozemní vybavení. Navíc nemůže jako C-130 přistávat na nezpevněných plochách v blízkosti boje s délkou pouze 1 500 m. Pokud je však k dispozici pomocné vybavení a letiště, je An-12 šampiónem mezi dopravními letadly své třídy.

## Popis

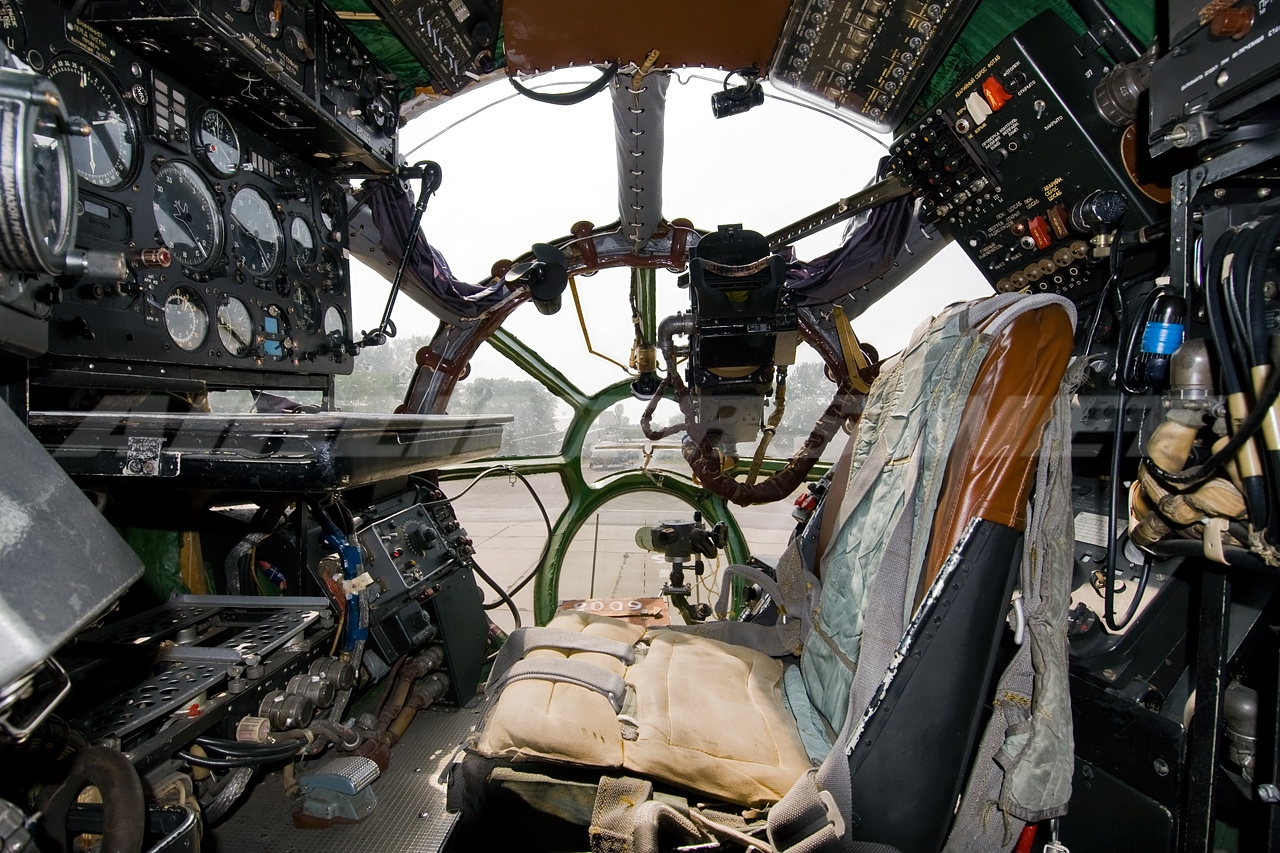
Pracoviště navigátora

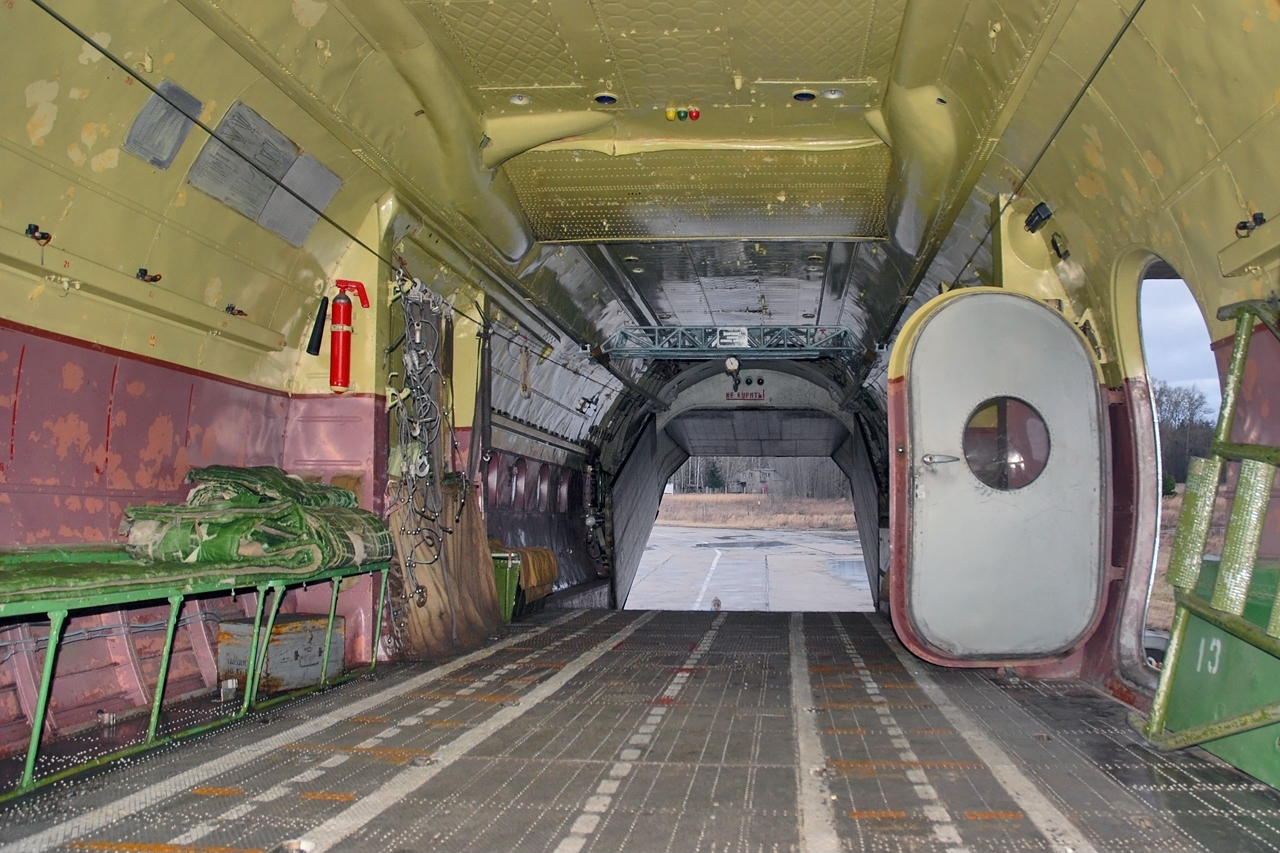
Nákladový prostor

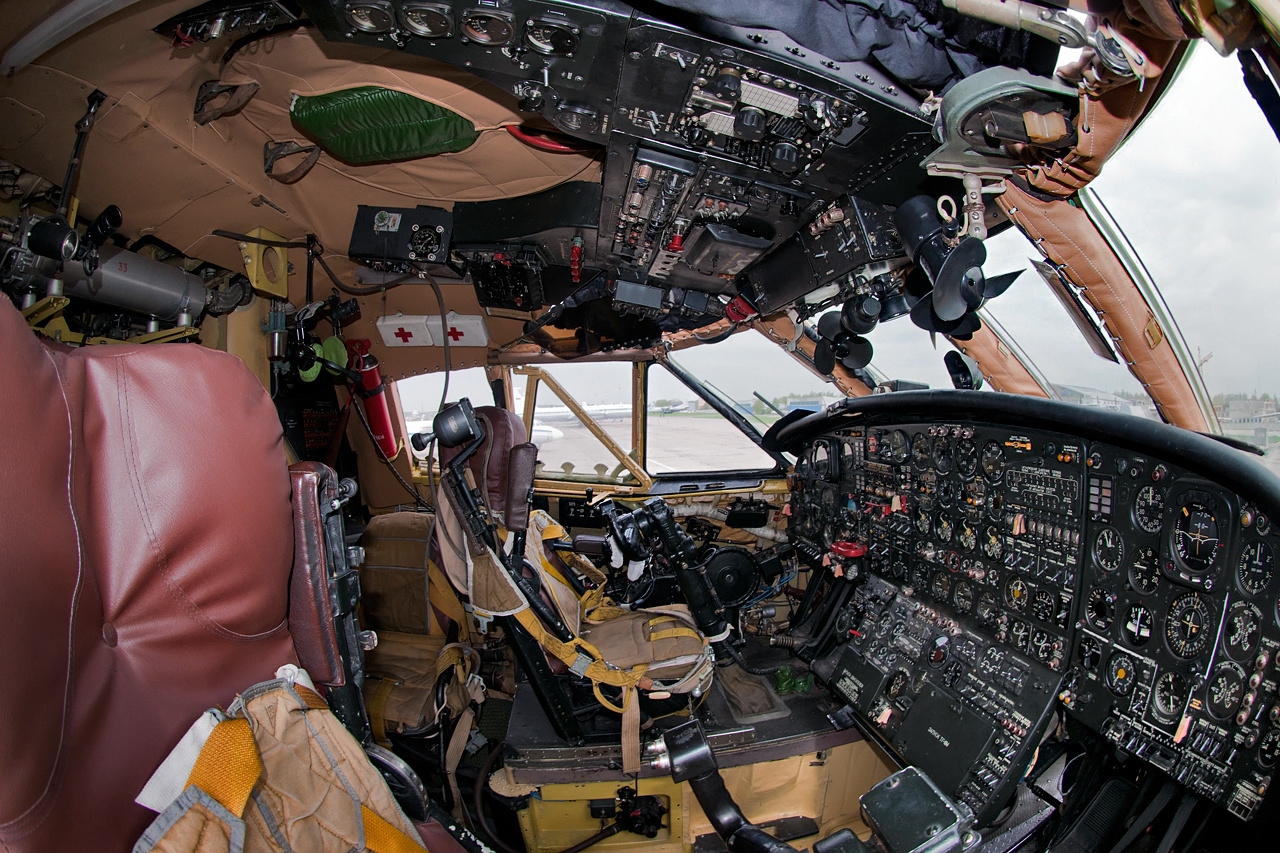
Pilotní prostor

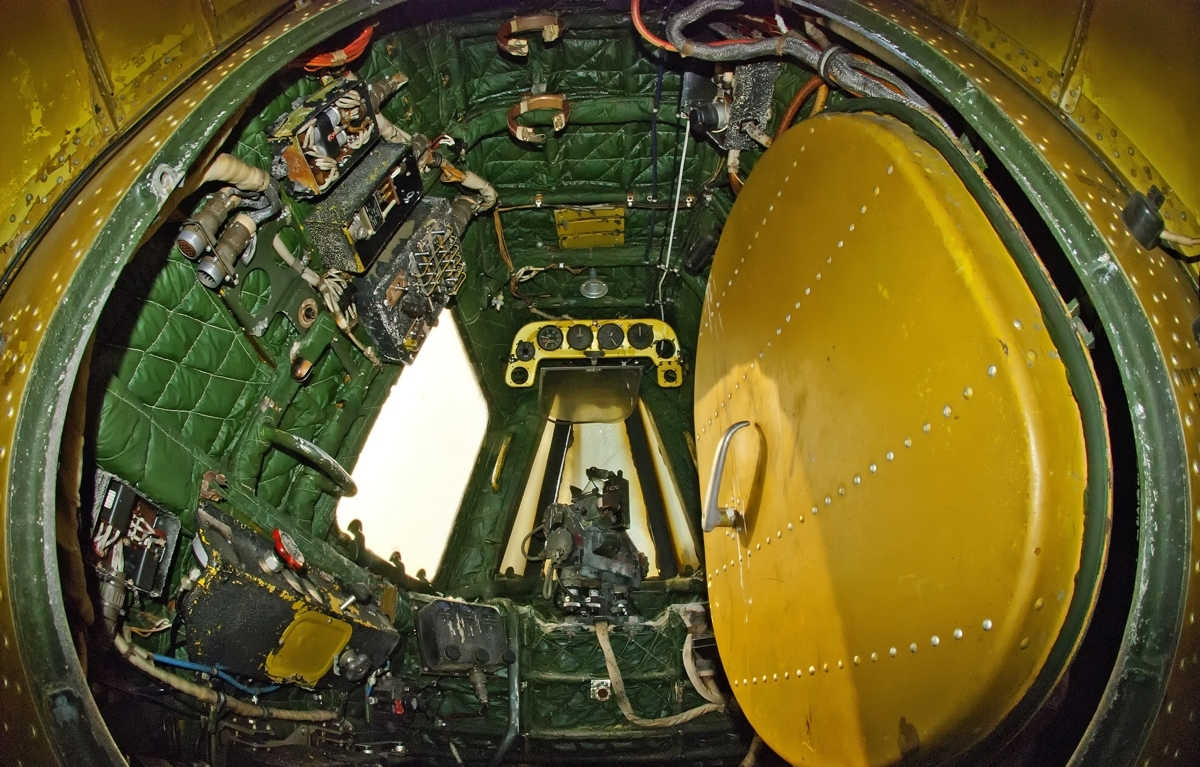
Zadní kabina

An-12, vyvinutý z An-10, dopravního letadla s přetlakovaným trupem, je celokovový, hornoplošný letoun poháněný čtyřmi turbovrtulovými motory. Zjednodušený trup má kulatý průřez s vnějším průměrem 4,10 metru. V úrovni středové části křídla jsou umístěny podlouhlé podvozkové šachty. Zadní část trupu je zvednutá, aby poskytla prostor pro nakládací rampu a nakládání vozidly. Na přídi je prostor navigátora, za ním ve zvýšené poloze kokpit se čtyřčlennou posádkou. Tato část kabiny je přetlaková. Nákladový prostor kabiny je 3,5 m široký a 2,6 m vysoký. Podlaha kabiny je vyrobena z oceli a titanu a může být zatížena 1500 kg/m². Zadní dveře nákladového prostoru, které lze otevřít i za letu, jsou navrženy ze tří částí, přičemž dvě přední dvířka rampy se otevírají bočně dovnitř a zadní výklopné dveře se otevírají nahoru. Pro nakládání vozidel musí být k dispozici samostatná rampa. Součástí nákladního nakládacího systému je také kolejový elektrický mostový jeřáb s nosností až 2300 kg. V korbě mohla být přepravována obrněná vozidla jako PT-76, ASU-57, ASU-85 nebo ZSU-23-4.
Křídla jsou řešena jako lichoběžníková. Náběžná hrana křídla má mírný sklon, zatímco odtoková hrana je rovná. An-12 nemá sloty, nicméně části kapotáže náběžné hrany jsou odnímatelné pro údržbu motoru. Přistávací klapky na odtokové hraně křídla jsou řešeny jako dvoudílné Fowlerovy klapky a jsou ovládány hydraulicky. Vnější křídla An-12 mají 4° negativní vzepětí. V oblasti vnějších křídel je nosní hrana vybavena teplovzdušnými kanály pro odmrazování. Křidélka jsou dvoudílná a mají trimovací výstupky. Křidélka se ovládají ručně. V křídlech je umísteno 22 pryžových nádrží, které pojmou maximálně 18 100 litrů paliva.
Ocas je navržen jako konvenční křížový ocas. Relativně malé kormidlo sedí na poměrně objemné hřbetní ploutvi. Výškovka a směrovka jsou dvounosníkové torzní skříně. Kormidla jsou jednodílná a vybavená elektricky ovládanými vyvažovacími jazýčky. Náběžné hrany ocasních ploch jsou odmrazovány elektrickým odporovým ohřevem.
Příďový podvozek je dvoukolový a hydraulicky řiditelný. Hlavní podvozek tvoří dvě podvozkové nohy, každá se čtyřmi podvozkovými koly na dvou nápravových nosičích. Hlavní podvozek je vybaven hydraulicky ovládanými kotoučovými brzdami, které mají protiblokovací brzdový systém. Pneumatiky mají nízký tlak huštění, aby je bylo možné použít na polních letištích. Na zasněžených polních letištích jsou stále k dispozici sněhové ližiny z lehkého kovu, které jsou navíc elektricky vyhřívané. Hlavní podvozek je uložen v bočních podlouhlých šachtách podvozku. Klimatizační systém je umístěn v přední části šachty s levým podvozkem a pomocná pohonná jednotka je umístěna v zadní části. Na obou podvozkových šachtách jsou instalována výsuvná přistávací světla.
An-12 je poháněn čtyřmi turbovrtulovými motory Ivčenko AI-20K o výkonu 2942 kW (4000 PS). Některé modely údajně používají verzi motoru AI-20M. Motory jsou uloženy v motorových gondolách pod křídly. Odmrazování se provádí odváděným vzduchem. Pohon zajišťují čtyřlisté vrtule s proměnným stoupáním AV-68 nebo AV-68B o průměru 4,50 m. Listy vrtule jsou vybaveny elektrickými odmrazovacími rohožemi od kořenů listů.

## Služba

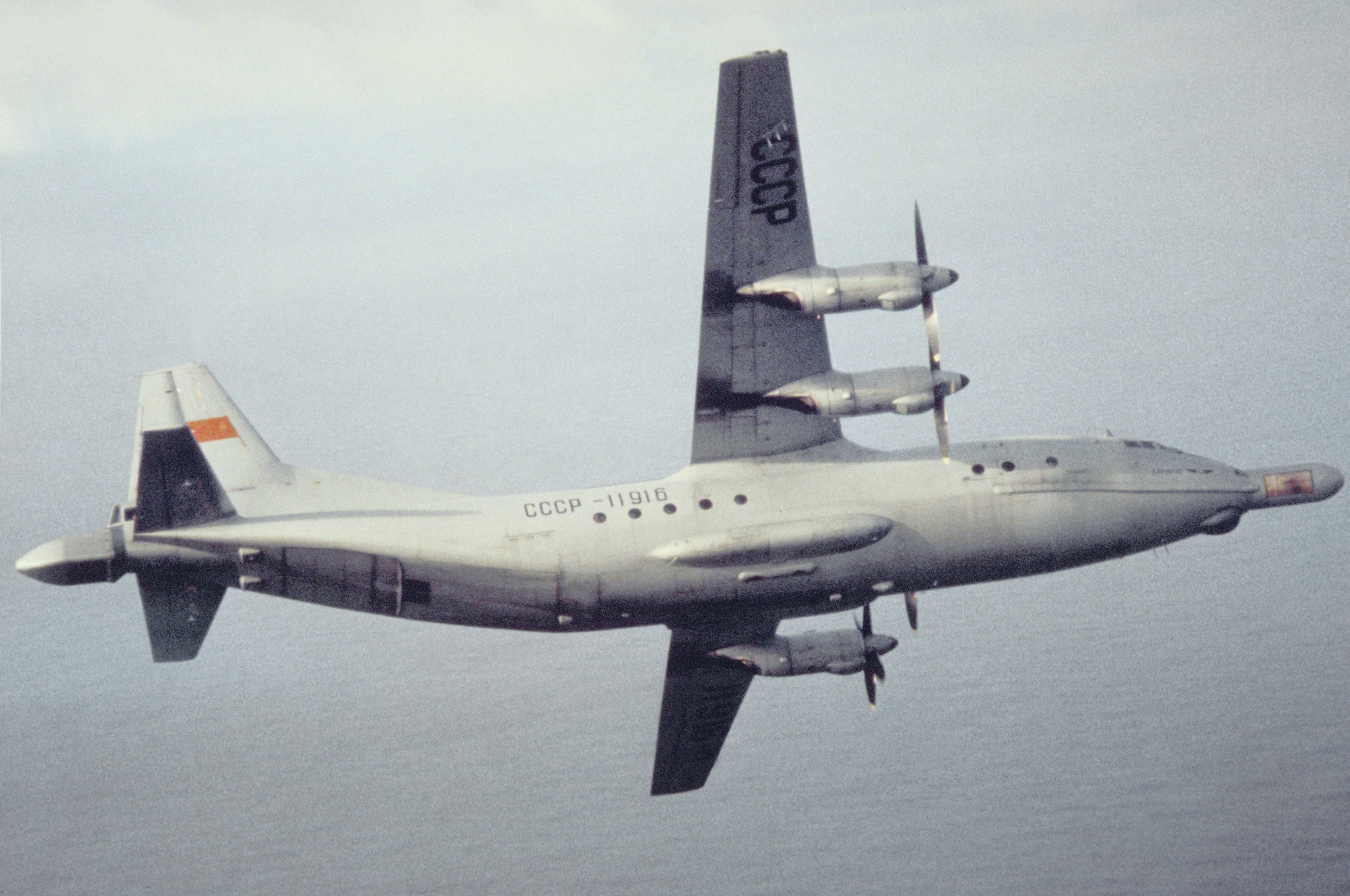
An-12LL CCCP-11916 (sériové číslo 2400901) pro testování pokročilých protiponorkových systémů

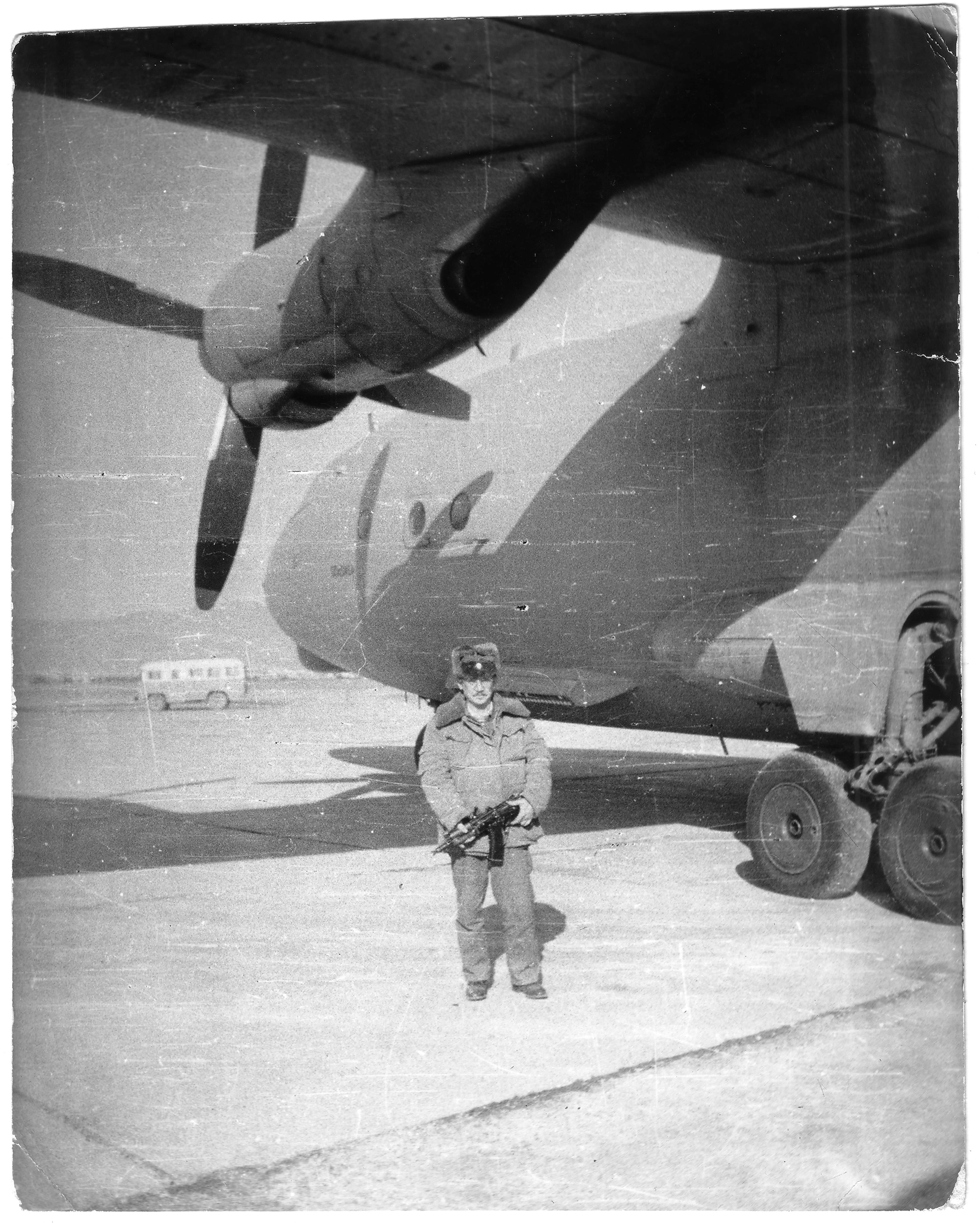
An-12 v Afghánistánu roku 1987

An-12 byl dlouhou dobu jedním z nejpoužívanějších nákladních letadel u sovětského letectva. Celkem bylo vyrobeno asi 1250 strojů tohoto typu v závodech č. 39 v Irkutsku v letech 1957 až 1962, č. 64 ve Voroněži v letech 1960 až 1965 a č. 84 v Taškentu od roku 1962 do ukončení výroby v roce 1972, z nichž asi 200 bylo vyrobeno pro civilní účely, například pro Aeroflot, kdy mnoho letounů létalo na vojenské mise v barvách Aeroflotu. An-12 se v mnoha misích osvědčil jako robustní a spolehlivý letoun. Sovětský svaz používal An-12 pro transport a elektronický boj (ELINT) v Afghánistánu, přičemž několik letadel bylo ztraceno. Mezi sovětskými vojáky bylo letadlo nechvalně známé, když vzlétalo z Afghánistánu do Taškentu s „nákladem 200“ - s rakvemi se zesnulými vojáky. V tomto ohledu byl letoun přezdíván „Černý tulipán“ (rusky «Чёрный тюльпан»).
Indie používala An-12 v různých rolích ve válce v roce 1971 s Pákistánem. Pumy FAB-500 o hmotnosti 500 kg byly baleny na palety a ručně vyhazovány ze zadních dveří.
Jugoslávie použila dvě civilní An-12 na nákladních charterech, přičemž jedno letadlo, YU-AID, havarovalo v rámci úsilí OSN o pomoc při hladomoru v Africe.
V roce 2017 ještě více než stovku An-12 provozovaly ruské ozbrojené síly.
Některé stroje An-12 byly vybaveny zvláštním zadním kuželem pro odpalování a zkoušení katapultovacích sedadel.
Verze pro elektronické vedení boje, označované v NATO jako Cub-C má aktivní vysílače pro rušení telekomunikace a radaru. Navíc může shazovat radarové klamné cíle (Chaff) a mást tak radarový průzkum.
Stroje An-12 byly nasazeny také při invazi do ČSSR, když 20. srpna 1968 před 22h přistál na Ruzyňském letišti a sloužil pak pro elektronické navádění letadel. 227 transportních letadel An-12 bylo dále použito k výsadkům.
Tento typ letadla je ještě v roce 2023 stále provozován civilními společnostmi.
Kvůli narůstajícímu počtu nehod tohoto typu letadla zakázaly Spojené arabské emiráty od března 2010 lety An-12 ve svém vzdušném prostoru.

## Varianty

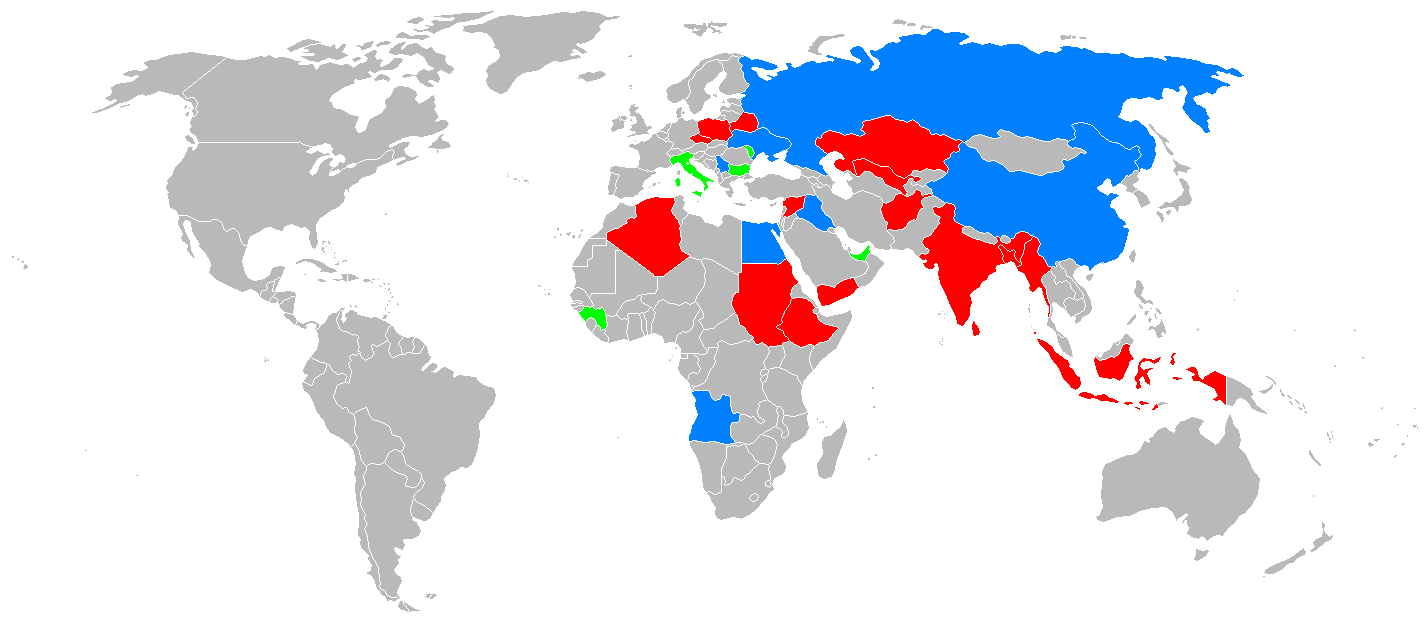
Uživatelé An-12 (vojenští červeně, civilní zeleně a obojí zároveň modře)

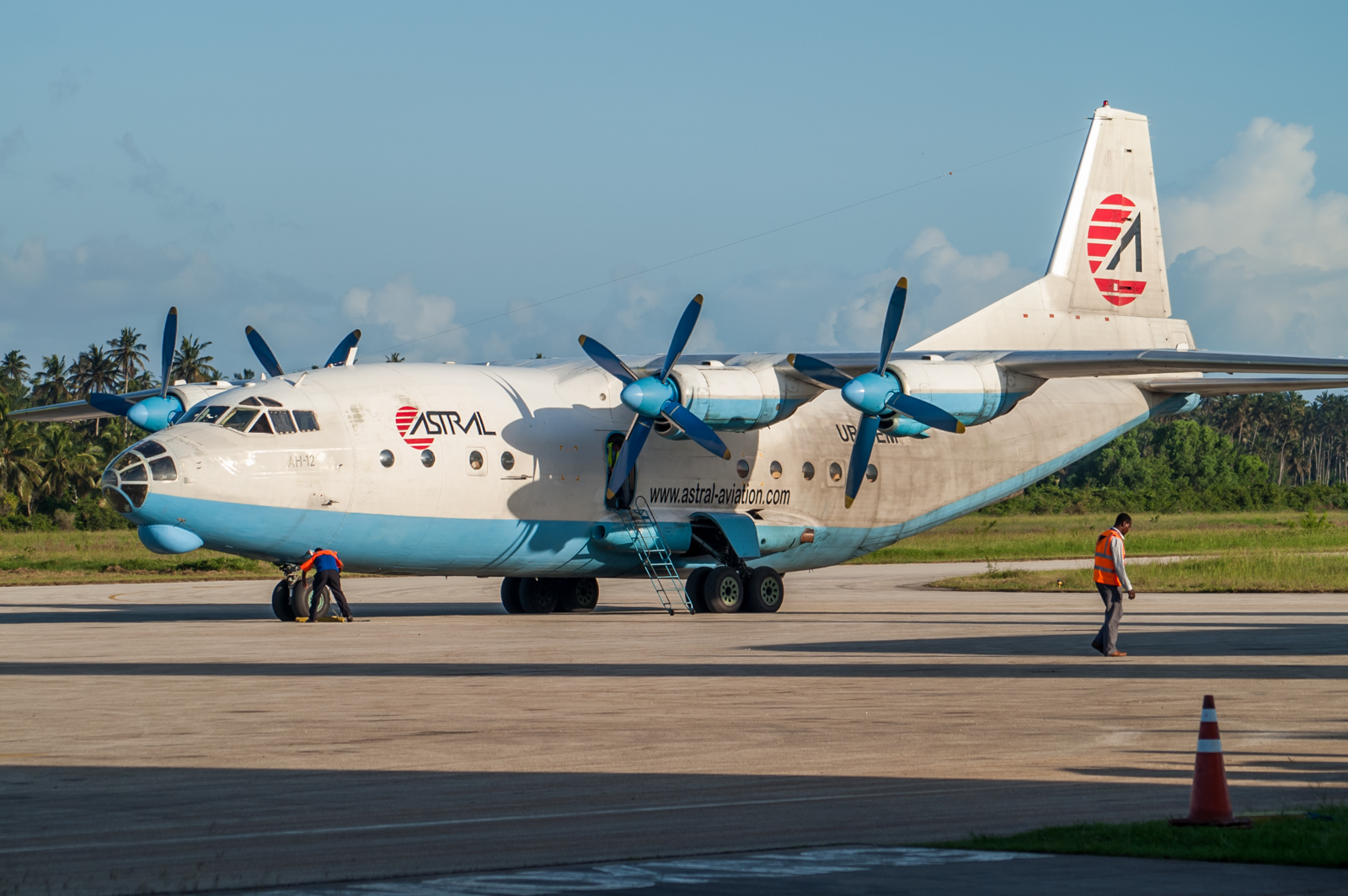
Antonov An-12, Astral Aviation

- An-12A (kódové označení NATO "Cub") - první sériová varianta transportního letoubu pro taktické bojové zóny. Vyráběly se od roku 1963 pro sovětské letectvo v počtu 600 exemplářů.
- An-12AB („Cub“) – označení pro variantu vybavenou přídavnými palivovými nádržemi pod nákladovým prostorem z roku 1963.
- An-12B - revidovaná civilní verze se zesíleným trupem a většími palivovými nádržemi, dodávaná Aeroflotu od roku 1963. Ve srovnání s An-12A nemá ocasní věž a má čistě civilní avioniku.
- An-12BP - Vylepšené verze An-12B s avionikou umožňující provoz v západním vzdušném prostoru a palivovými nádržemi pod nákladovým prostorem.
- An-12PL - dva experimentální letouny vybavené lyžemi pro arktické operace z roku 1964.
- An-12D - Verze z roku 1965 se zvýšenou nakládací plošinou a motory AI-20K.
- An-12BK (“Cub”) – varianta pro přistání na neupravených ranvejích se zesíleným podvozkem.
- An-12BK-I ("Cub-A") - označení pro verzi ELINT s rušičem Fasol (přídavné lopatkové antény na trupu)
- An-12BK-IS ("Cub-C") - verze ELINT z roku 1970 s výměnnými rušičkami "Fasol" a "Siren"
- An-12PP ("Cub-B") - An-12B přeměněn na ELINT, ve výzbroji námořního letectva SNS
- An-12PPS ("Cub-D") - označení pro vylepšený An-12PP s rušičkou "Siren" (verze ELINT pro aktivní elektronické rušení, rušičky v aerodynamických krytech na spodní straně trupu a bublinková kapotáž v místě překrytu zádi)
- An-12BKV – označení pro posílený An-12AB z roku 1973, schopný nést 20 tun, používaný jako pomocný bombardér
- An-12P – označení pro variantu vybavenou přídavnými palivovými nádržemi pod nákladovým prostorem v roce 1963.
- An-12PS - záchranná verze se záchrannými čluny "Jerš" nebo "Gagara", představená v roce 1965.
- An-12SN - nepřestavěná přetavba na transportní letoun hlavních bojových tanků T-54

## Specifikace (An-12BP)

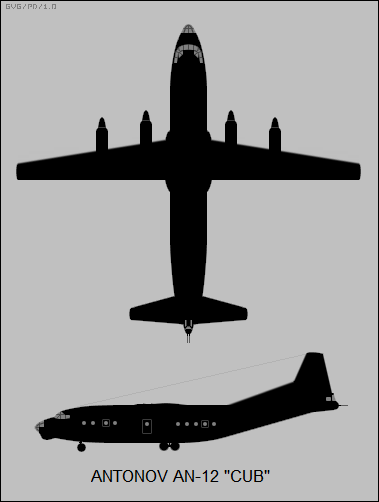
Antonov An-12

Podle Global Aircraft, Airliners.net

### Technické údaje
- Osádka: 5 (2 piloti, letový inženýr, radiooperátor, navigátor)
- Kapacita: 90 vojáků
- Užitečný náklad: 20 000 kg
- Rozpětí: 38,00 m
- Délka: 33,10 m
- Výška: 10,53 m
- Nosná plocha: 121,7 m²
- Hmotnost prázdného stroje: 28 000 kg
- Max. vzletová hmotnost : 61 000 kg
- Pohonná jednotka: 4x turbovrtulový motor Progress AI-20L nebo AI-20M
- Výkon pohonné jednotky: 3 000 kW

### Výkony
- Cestovní rychlost: 670 km/h
- Maximální rychlost: 777 km/h
- Dostup: 10 200 m
- Dolet:
  - s max. množstvím paliva: 5 700 km
  - s maximálním nákladem: 3 600 km
- Počáteční stoupavost: 10 m/s

### Výzbroj
- 2 × kanón NR-23 ráže 23 mm v ocasní věžičce (některé letouny)